# Basile Gras
Pour les articles homonymes, voir Gras.
Basile Gras, né le 2 janvier 1836 à Saint-Amans-de-Pellagal (Tarn-et-Garonne) et mort le 14 avril 1901  à Chablis, était un général de division français, à l'origine du fusil Gras.

## Biographie
Il est élève de la promotion 1854 de l'École polytechnique, puis devient instructeur de tir à l'École Normale de Tir à Châlons.
Le général Basile Gras a créé le fusil Gras pour l'armée française en 1874 en convertissant le Chassepot modèle 1866 à tirer des cartouches métalliques. Gras, qui était colonel à l'époque, a joué un rôle très important dans la création et la production industrielle de la carabine Lebel. Finalement, il a supervisé les trois installations de fabrication d'armes à Saint-Étienne, Châtellerault et Tulle.
Il est président du Comité technique de l'Artillerie.
Il est devenu secrétaire général du Ministère de la guerre.

## Distinctions
- Grand officier de la Légion d'honneur (1900)